# 黒部ダム
黒部ダム（くろべダム）は、富山県東部の中新川郡立山町を流れる黒部川水系の黒部川に建設された水力発電専用のダムである。1956年（昭和31年）着工、太田垣士郎指揮の下、171人の殉職者を出し7年の歳月をかけて、1961年（昭和36年）1月に送電を開始し、1963年（昭和38年）6月5日に完成した。
北アルプスの立山連峰と後立山連峰に挟まれた黒部峡谷に立地し、黒部市から南東約40キロメートル、長野県大町市から西約20キロメートルの地点にある（県境から約3キロメートル西に位置する）。標高は1,454メートル。
ダムの水は平均水温4度で、右岸の取水口から山中に掘られた導水路（専用トンネル）を通って、約10キロメートル下流の地下に建設された黒部川第四発電所（黒四）に送られ、ダムとの545.5メートルの落差で発電する。この発電所の名称から黒四ダム（くろよんダム）とも呼ばれる。なお、黒部ダムが直接関わる発電所は三カ所あり、第四発電所の排水は川に戻さず新第三発電所に送られて再度発電し、その排水もまた新第二発電所に送られて再々度発電に利用される。
富山県は北陸電力送配電の送配電地域であるが、黒部ダムは関西電力が建設し、発電された電気は関西電力送配電の送配電地域に送電されている。

## 概要
日本を代表するダムの一つであり、富山県東部の長野県境近くの黒部川上流に関西電力が建設したコンバインダム。水力発電専用ダムで貯水量は約2億立方メートル（東京ドーム160個分）、高さ（堤高）186メートル、幅（堤頂長）492メートルである。日本でもっとも堤高の高いダムで、富山県で最も高い構築物でもある。黒部ダム完成により、北陸地方屈指の人造湖「黒部湖（くろべこ）」（ダム湖百選）が形成された。
総工費は建設当時の費用で513億円。これは当時の関西電力資本金の5倍という金額である。作業員延べ人数は1,000万人、工事期間中の転落やトラック、トロッコなど労働災害による殉職者は171人にも及んだ（ちなみに黒部川第三発電所建設時には、建設現場以外で宿舎（飯場）が2度の泡雪崩の被害を受け108名、ダイナマイト自然発火事故で8名が死亡した）。
1956年（昭和31年）着工当時、「電力開発は1万kW生むごとに死者が1人出る」と言われていた。完成時、25万kWを生み出した黒部ダムの建設工事で171人の殉職者を出したことは、人が行くこと自体が当時命がけだった秘境の黒部峡谷でのダム建設の困難さを示している。また当時、黒部峡谷のダム建設現場では「黒部にケガはない」と言われていた。しかしその言葉の意味は、工事での労働災害が無いという意味ではなく、「落ちたらケガでは済まない」という意味であり、工事のミスは即死を意味した。
黒部ダム建設の経緯は第二次世界大戦後の復興期に遡る。当時の関西地方は深刻な電力不足により、復興の遅れと慢性的な計画停電が続き、停電による多数の死亡事故などが深刻な社会問題となっていた。決定的な打開策として、関西電力は、大正時代から過酷な自然に阻まれ何度も失敗を繰り返した黒部峡谷での水力発電以外に選択肢を見出せず、当時、人が足を踏み入れること自体が困難で命がけだったその秘境の地でのダム建設案に、太田垣社長（当時）は「黒部しかない」「関西の消費電力を一気に賄える」「工期7年、遅れれば関西の電力は破綻する」と決断し、資本金の3倍（最終的に5倍）の総工費で臨んだ。完成当時、電力需要における京都府の80%と大阪府の20%（合計25万kW）を賄ったことでも知られ、東京に追いつくべく産業も重工業への転換がようやく可能になった。
前述のように「黒四ダム」の別称もあるが、関西電力は公式サイトなどでも「黒部ダム」としている。また、日本ダム協会によれば、「黒四ダム」の名は仮称として用いられ、後に正式名称が「黒部ダム」となった。完成時には「黒四ダム」と呼ばれることが多かったが、最近では一般に「黒部ダム」と呼ばれるようになっている。また、かつては図鑑などで「黒部第四ダム」と書かれていたこともある。

## 沿革

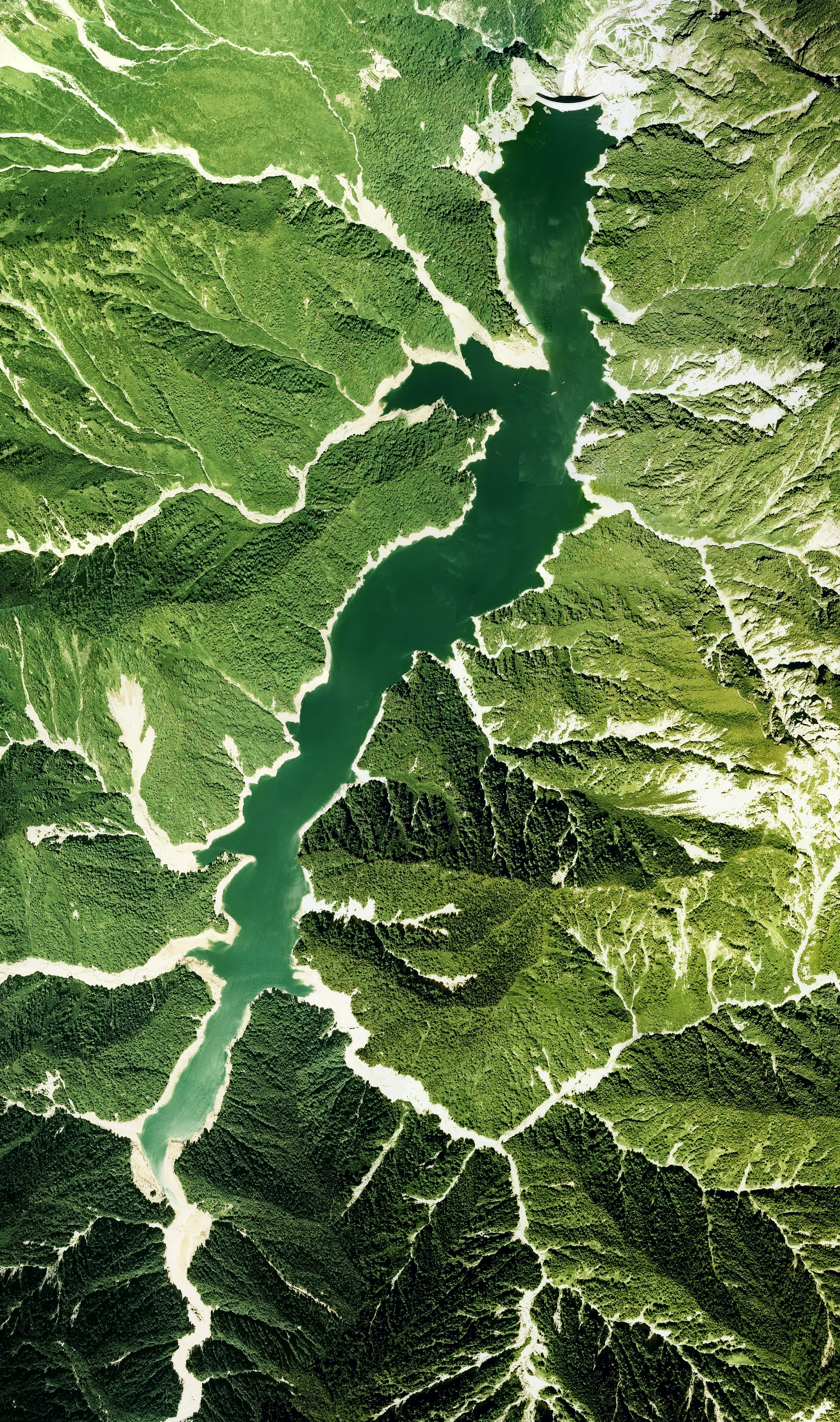
黒部ダム湖周辺の空中写真。（1977年撮影の7枚より合成作成）。

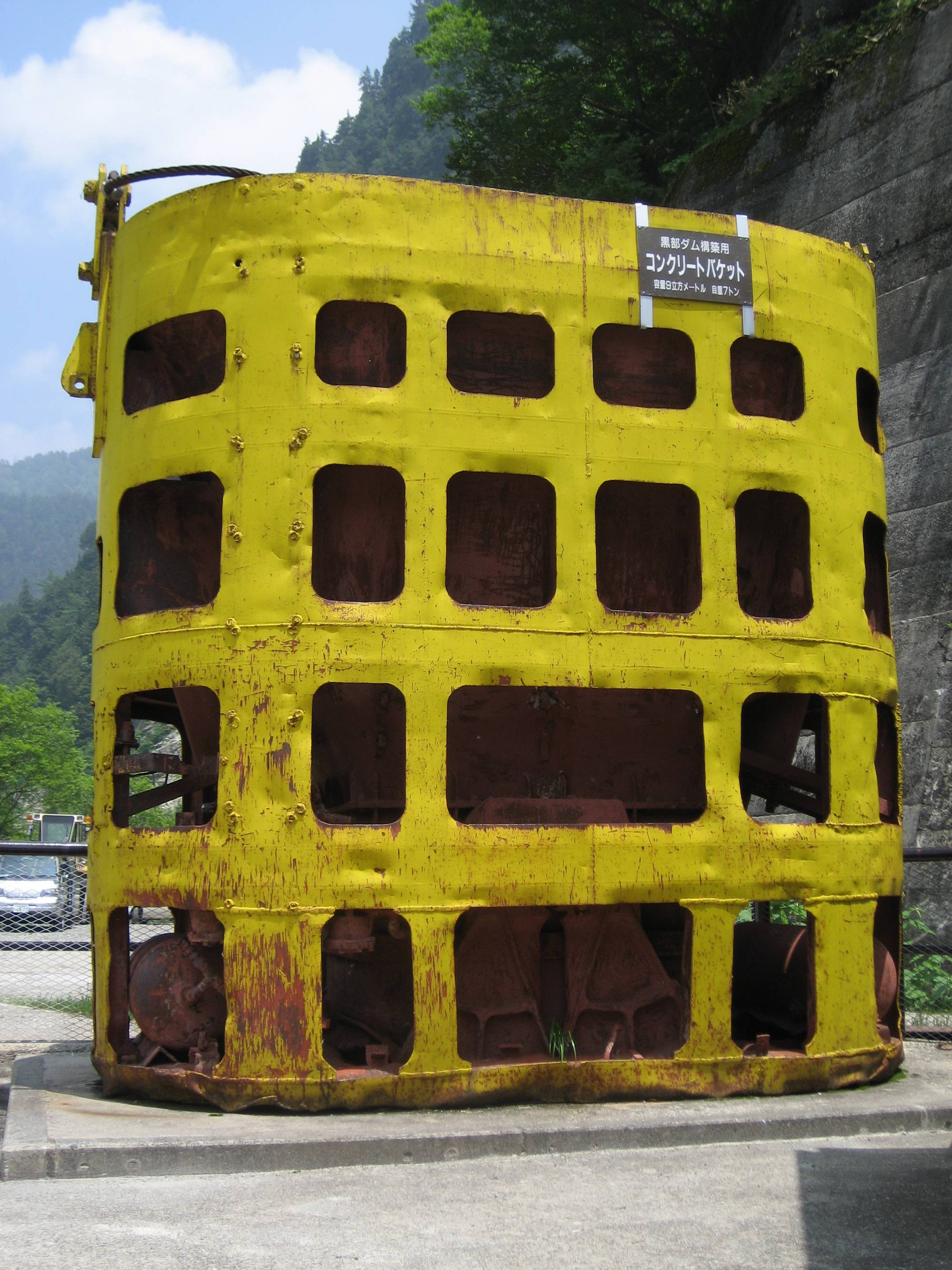
このバケットにコンクリートを入れ、200メートル谷底までクレーンで下ろした

黒部ダムが建設された地点は黒部川の水量も多く、水力発電所設置に適した場所であることは大正時代から知られていた。ただ、第二次世界大戦があり、黒部川の開発は下流の仙人谷ダムおよび黒部川第三発電所に留まっていた。また、計画立案から建設開始までには、景観保護を訴える国立公園行政当局や国立公園協会、冷水の農業への影響や水害を心配する黒部川流域住民等による建設反対の動きもあった。
1928年（昭和3年）、日本電力がダムの高さ 120m、最大使用水量30m3/秒、最大出力 126,000ｋW を立案し、立地調査が行われた。しかし、国立公園内であることから国立公園行政当局および国立公園協会などは建設に反対した。1928年11月18日、黒部景観問題協議会が反対集会を実施。1941年には戦時体制になり計画は消滅した。
1945年以降、日本の電力需要のほとんどは水力発電所により賄われていたが、渇水になると各地で停電が相次いだ。関西地方では、1951年の秋に深刻な電力不足に陥り、一般家庭で週3日の休電日が設けられたが、休電日に関わらず連日のように停電していた。こうした状況は高度経済成長期を迎えた昭和30年代にも続き、工場で週2日、一般家庭では週3日、電力使用制限が行われていた。
1949年頃、日本発送電が黒部第四発電所建設計画を復活させ調査を再開した。ダムの高さ176 m、体積213万 m3、有効貯水量1億4,700万 m3、最大使用水量30 m3/秒、有効落差533 m、最大出力137,000 kW の1928年の計画を超える規模のダムと発電施設が立案された。この計画案は「KAOS」とも呼ばれたが、日本発送電の解散により頓挫した。
1950年8月上旬から行われた現地調査以前のKAOS構想は、針ノ木峠の下に延長5キロメートルの針ノ木トンネルを掘削して長野県側にも導水、発電や松本盆地の灌漑用水に利用する計画案であった。針ノ木トンネルの工事は、技術的に見て難しいものではないとの見通しが立てられていた が、大町トンネル工事が破砕帯に直面して難工事となったこともあり立ち消えとなった。
1951年関西電力は日本発送電の黒部第四発電所建設計画を引き継ぎ、1951年9月から再調査が実施された。
1955年になると建設に向けた具体的な動きが加速し、黒部第四発電所建設計画が国、県で承認され、1955年6月 KAOS計画案を大きく修正した最終計画案が作成された。1955年7月調査工事の為の、中部山岳国立公園特別地域内工作物新改築・土石採掘・木竹伐採の許可申請が認められた。
1956年5月18日、政府の電源開発調整委員会は黒部第四発電所建設計画を承認。6月30日、厚生大臣が建設許可。7月に着工した。実施案に基づいたダム建設にあたって工区を5つに分割し、それぞれに異なる建設会社が請け負った。
第1工区…間組
黒部ダム、取水口、導水トンネル、大町トンネル（現・関電トンネル）、御前沢渓流取水工事。ダム工事現場の責任者は、黒部大ダム建設所堰堤課長兼設備課長の中村精。総責任者は、名古屋支店長の小倉兼友。
第2工区…鹿島建設
骨材製造工事。
第3工区…熊谷組
関電トンネル、黒部トンネル、導水路トンネル工事。
第4工区…佐藤工業
黒部トンネル、導水路トンネル、調圧水槽、トラムウェイ・ロープウェイ工事。
第5工区…大成建設
水圧鉄管路、インクライン、黒四発電所、変電所開閉所、放水路、上部軌道トラムウェイ・ロープウェイ工事。
黒部ダム建設工事現場はあまりにも奥地であり、初期の工事は建設材料を徒歩や馬やヘリコプターで輸送するというもので、作業ははかどらず困難を極めた。このためダム予定地まで大町トンネル（現在の関電トンネル）を掘ることを決めたものの、トンネル内の破砕帯から大量の冷水が噴出し、大変な難工事となった。このため別に水抜きトンネルを掘り、薬剤とコンクリートで固めながら（グラウチング）掘り進めるという当時では最新鋭の技術が導入され、その結果9か月で破砕帯を突破してトンネルが貫通、工期が短縮された（詳細は関電トンネルの項も参照）。
1959年9月18日に御前沢でダムの定礎式が行われ、1960年10月1日の湛水開始を経て、1963年6月5日に完成、同年8月28日には皇太子（現・上皇）夫婦がご探勝された。
1965年6月4日にダム付近に記念像『尊きみはしらに捧ぐ』が除幕された。1969年6月には黒部湖の遊覧船『黒部丸』が運行を開始している。
2006年時点での土砂堆積率は14%であり、ダム本体の耐久性と併せて考えると、これからも約250年はダムとして機能すると見込まれている。

## 特徴
当初の計画では単純な円弧状のアーチダムであったが、1959年のマルパッセダム決壊事故を受け、両岸の基礎となる岩盤を調査したところ亀裂が見つかり、予想以上に脆いことが判明。設計変更を実施し、両側がウイング状に変更となった。ウイング部はアーチダムではなく重力式ダムである。またアーチ部を川下に向かって傾斜させることにより、水圧を両岸に逃がすのではなく、下向きの力へと変化させることでダム下部の岩盤に支えさせる構造となっている。
ダムから川へ放水する際には霧状にしている。これは放水の勢いで川底が削れてしまうのを防ぐためである。
ダム建設時、関西電力に勤務していた電力土木技術者・技術士である一方日本美術家連盟会員や一水会会友でもあった熊沢傳三は自著 で、黒部ダムのダムの堤頂歩道の線形とハンドレールについて実際にデザインを任されたことを記述して残してある。事の経緯は堤頂歩道をどうするか、当時橋梁の手摺などの資料を中心に参考資料を収集していた上司から意見を求められ、自著に書いてある私見 をいくつか述べると、早速その日の夕方から実際に設計を任されたというもので、6時間ほどかけてその特徴を加味してデザインを仕上げたとしている。
2020年に土木学会選奨土木遺産に選ばれる。

## 観光と登山
前述のとおり発電量自体は25万kW時しかなく、現在となっては電力会社としては経営収支の貢献度はそれほど高くないが、黒部ダムは日本を代表するダムの一つであり、周辺は中部山岳国立公園でもあることから、立山黒部アルペンルートのハイライトの一つとして多くの観光客が訪れる。黒部ダムに到達するには、自家用車で到達できる最奥の場所からでは富山県側は立山駅でケーブルカー乗車→美女平駅でハイブリッドバス乗車→室堂駅でトロリーバス乗車→大観峰駅でロープウェー乗車→黒部平駅でケーブルカー乗車と4回の乗り換えが必要である。一方長野県側は扇沢駅から発車する電気バスのみで辿り着ける。
1996年からは欅平から黒部ダムに至る輸送設備黒部ルートの公募見学会が関西電力により開催されており、その「欅平出発コース」では黒部峡谷鉄道 欅平駅を出発し、黒部ダムに到着する。ただし逆向きの「黒部ダム出発コース」を使った往復はできないため、帰りは別の経路でなければならない。
なお、2024年からはこの見学ルートが一般開放されることになった。（以上、「立山黒部アルペンルート」「黒部ルート」のいずれも登山装備で徒歩でアクセスする場合を除く）
ダムの各観光施設は関電アメニックスくろよん観光事業部が運営している。6月下旬から10月中旬頃までダム湖の水を放流する「観光放水」が行われ、ダム展望台、放水観覧ステージ、新展望広場の各所から見学することができる。新展望広場特設会場内では石原裕次郎記念館から移設された映画「黒部の太陽」のトンネルセットのレプリカを展示しており、ダム建設に関する映像やパネルを見ることができる。

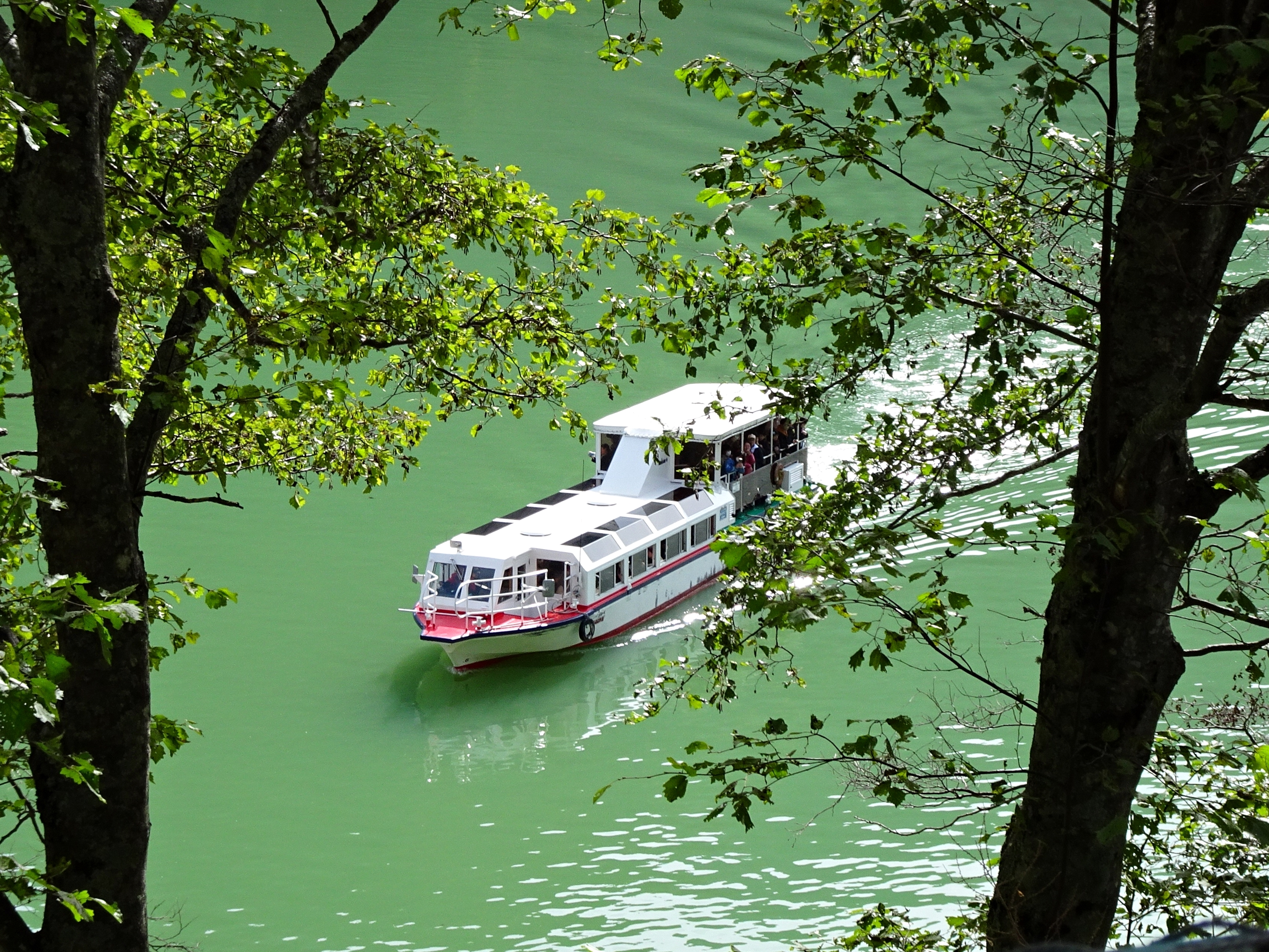
黒部湖遊覧船「ガルベ」

レストハウスのレストランではダム湖をモチーフにした名物の「黒部ダムカレー」を食べることができる。また、黒部ダム左岸側から上流側に数分歩いた地点には遊覧船ガルベの乗り場があり、黒部湖を乗船時間30分ほどで周遊することができる。厳冬期における湖面凍結による損傷を避けるため、晩秋・初冬になるとガルベは湖面から引き揚げられ、翌年初夏に運航を再開する。遊覧船は2024年11月10日をもって運航を終了（航路廃止）した。
遊覧船乗り場からさらに上流側には湖畔遊歩道が続き、山小屋のロッジくろよんで折り返して往復1時間ほどで散策できるが、ロッジくろよんより先は登山装備を要する急峻な地形を結ぶ登山道となっている。1976年には沢の増水により26人が取り残されるなど遭難事故も発生しやすい環境にある。
登山客の間では、室堂駅に向かう立山黒部アルペンルートの中継地点という位置づけのほかに、アルペンルートを利用せずとも一ノ越を経由して立山に登れる直登ルート、上流側の黒部湖沿いを歩いて至る赤牛岳の読売新道方面ルート、下流側の下ノ廊下沿いを歩く日電歩道ルートの起点の観光地としても親しまれている。直登ルートの道中からは黒部湖を俯瞰することができ、黒部ダム左岸側から立山の雄山山頂までの所要時間は徒歩6時間45分。読売新道方面ルートは、ロッジくろよんのさらに上流側の平の小屋の渡し場から1日4 - 5往復の無料の渡し船で黒部湖を横断して、崖や梯子が連続する道を抜け、奥黒部ヒュッテとその先の赤牛岳に至る。一般的に奥黒部ヒュッテまではダムから往復徒歩1泊、赤牛岳までは往復徒歩2泊は必要である。
2007年に文化庁が世界遺産候補地を公募した際、「立山・黒部～防災大国日本のモデル－信仰・砂防・発電－～」として名乗りを上げたが、山岳信仰・産業施設・自然環境を一体的に捉えることに無理があるとして選考に漏れた経緯がある。

## その他
ダムの施設内では、日本酒の貯蔵熟成が行われている。資材運搬で使用された横坑を活用し、富山県酒造組合の蔵元が製造した日本酒が貯蔵され大阪市内の北陸３県のアンテナショップなどで販売されている。

## 映像化
建設時におけるスケールの大きさから日本中の注目を集めていた黒部ダムは、高度成長期の映像・中継機器の発達に伴い、様々な形で映像化されてきた。

### 記録映画
まず、建設主体の関西電力が映像化に踏み切った。実際は関西電力の委託で日本映画新社による四部作として記録されたものである。
第1作は1957年制作『黒部峡谷 - 黒部川第四水力発電所建設記録第1部』である。立山連峰を超えるためにブルドーザーを分解して運ぶなど、秘境で造られる黒部ダムの工事開始までの様々な問題点・困難さが記録された。第2作は1958年制作『地底の凱歌 - 黒部川第四水力発電所建設記録第2部』で、秘境での輸送路・発電所設備などを地下化すべく、厳冬下の工事、破砕帯突破など困難を極めた工事の模様が記録された。第3作、1961年制作の『大いなる黒部 - 黒部川第四水力発電所建設記録第3部』はシネマスコープによる制作である。第1 - 2作を含め、黒部第四発電所へ通水、試験運転開始までを描いている。そして、完全竣工後の1963年、『くろよん - 黒部川第四発電所建設記録』を作成し、建設開始から完全竣工まで全ての映像が記録された。なおこの「くろよん」は、扇沢総合案内センターで視聴することができる。

### NHK総合テレビジョンの生中継
完成直後の1963年、日本放送協会（NHK）の技術者が放送用機材と中継用機器をダムまで持ち込み、ヘリコプターによる空中撮影も交え、鈴木健二の司会によりNHK総合テレビジョンで生中継放送を行った。当時まだ貧弱な放送技術の限界に挑んだ中継は見事に成功し、視聴者に黒部ダムのスケールの大きさと、技術者の偉業を知らせることに一役買った。

### 映画『黒部の太陽』
1968年、三船プロ、石原プロ製作で熊井啓の監督による映画『黒部の太陽』（主演：三船敏郎、石原裕次郎）で、黒部ダム建設の物語が描かれた。原作は木本正次『黒部の太陽』（毎日新聞社、1964年）。

#### テレビドラマ版『黒部の太陽』
2度テレビドラマ化されている。1969年8月3日 - 10月12日（日曜 21:30 - 22:26）に日本テレビ系列で放送された、全11回の連続ドラマ。また、2009年3月21日・22日にはフジテレビ系列で、「フジテレビ開局50周年記念ドラマ特別企画」として放送されている。

### 『プロジェクトX〜挑戦者たち〜』

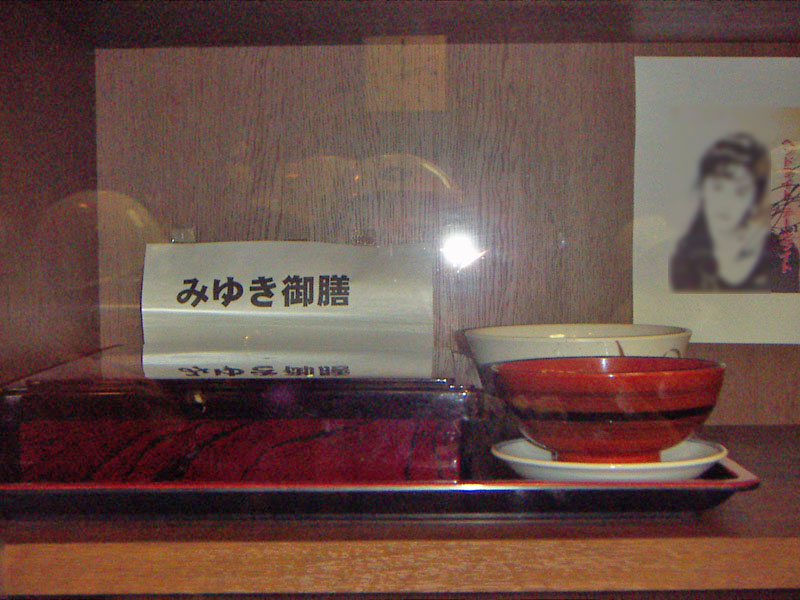
中島みゆきが滞在時に使用したとされる食器類"みゆき御膳"が地下発電所にしばらく展示されていた

2000年6月27日放送のNHK総合テレビジョンのドキュメンタリー番組『プロジェクトX〜挑戦者たち〜』 第14回『厳冬黒四ダムに挑む 断崖絶壁の輸送作戦』にて黒部ダム建設の模様が放送された。2004年9月12日、同番組はNHK-BS2で「黒四ダム 断崖絶壁の難工事」として再放送された。さらに、2021年5月18日には4Kリストア版として放送され、2024年4月27日にもNHK総合でアンコール放送された。
2002年末の第53回NHK紅白歌合戦では、中島みゆきが同番組のテーマ曲「地上の星」を黒部ダム堤体内部ではなく関西電力黒部専用鉄道「黒部川第四発電所前駅」構内のトンネル内で歌った。関西電力黒部ルートの案内人によると、黒部川第四発電所の控室として提供した小会議室に、放送終了後に宿泊を希望しスタッフ共々宿泊したため、通称「みゆき御殿」と呼ばれた。

### 白い巨塔
映像化されてはいないが、山崎豊子の小説『白い巨塔』でも、主人公・財前五郎が石川県金沢市での学会の帰りに黒部ダムを訪れている。一般に公開されていない場所も、財前は関西電力（実名で登場）の案内で足を踏み入れている。

### CM
2008年には、中島みゆきが歌う『地上の星』がサントリーの缶コーヒーブランドであるBOSSのCMで起用された。そのCMは、大杉漣がトンネル工事の現場監督役。作業員に扮したジョーンズとともにトンネルの掘削工事に挑むプロジェクトXで取り上げられた黒部ダムの大町トンネル建設を真似た映像になっている。

### 鉄人28号 （2004年）
昭和30年代を時代背景とした『鉄人28号（2004年版）』の最終エピソード（21 - 26話）では、「人間の手による黒部ダム建設が困難だったため、工事に人型巨大ロボットが導入された」という設定で物語が展開。工事用ロボットの採用コンペティションをめぐる陰謀や、導入された量産型ブラックオックスの暴走によるダム破壊の危機が描かれた。最終的にダムは鉄人28号によって死守され日本に高度経済成長期をもたらしたものの、それと引き換えに鉄人は溶鉄を浴びて溶融。「その鉄の塊と化した残骸は平成と呼ばれる時代もなお湖底に眠っている」という形で幕引きとなった。

## ギャラリー

建設による殉職者の慰霊碑
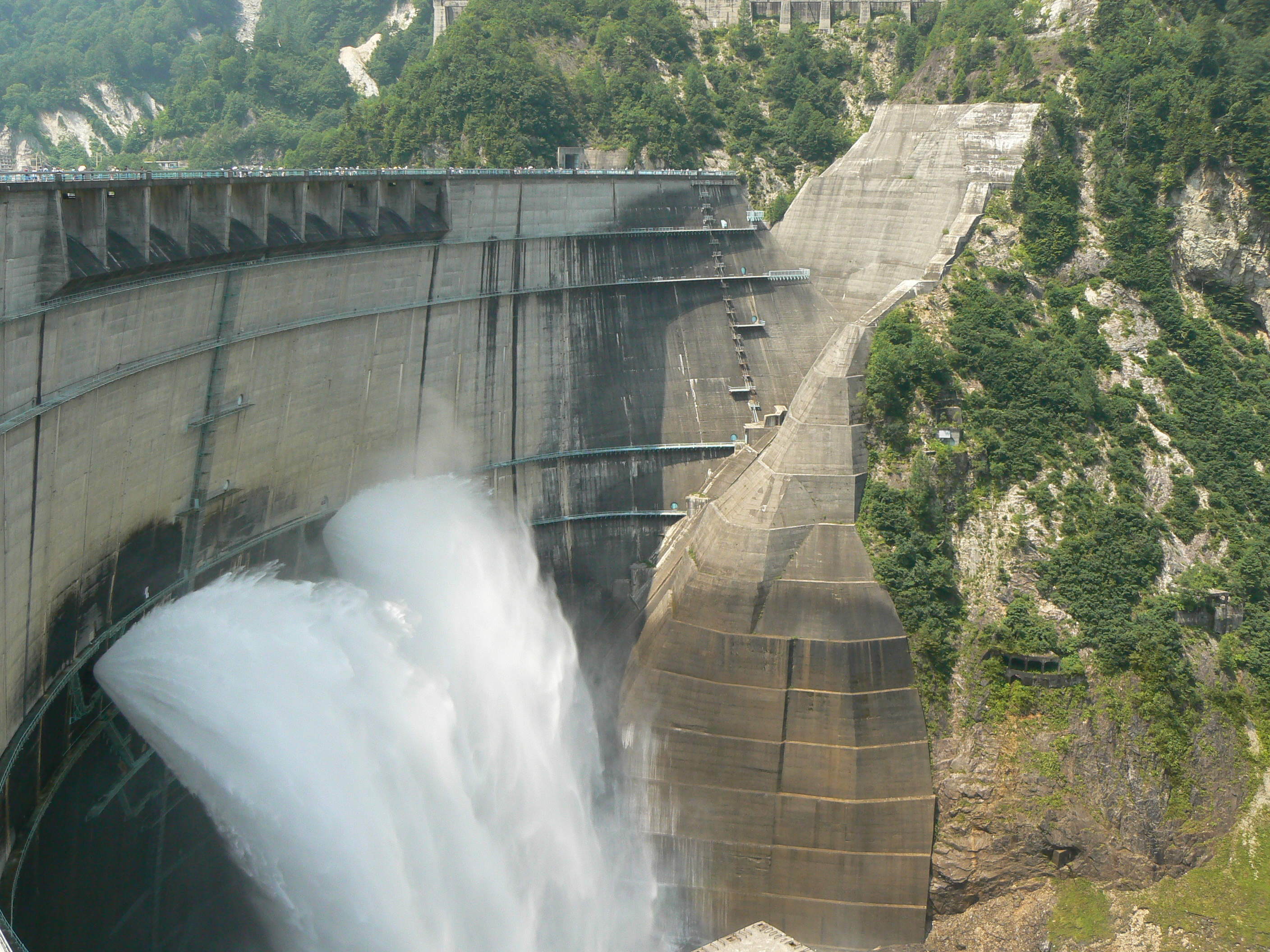
放水する黒部ダム
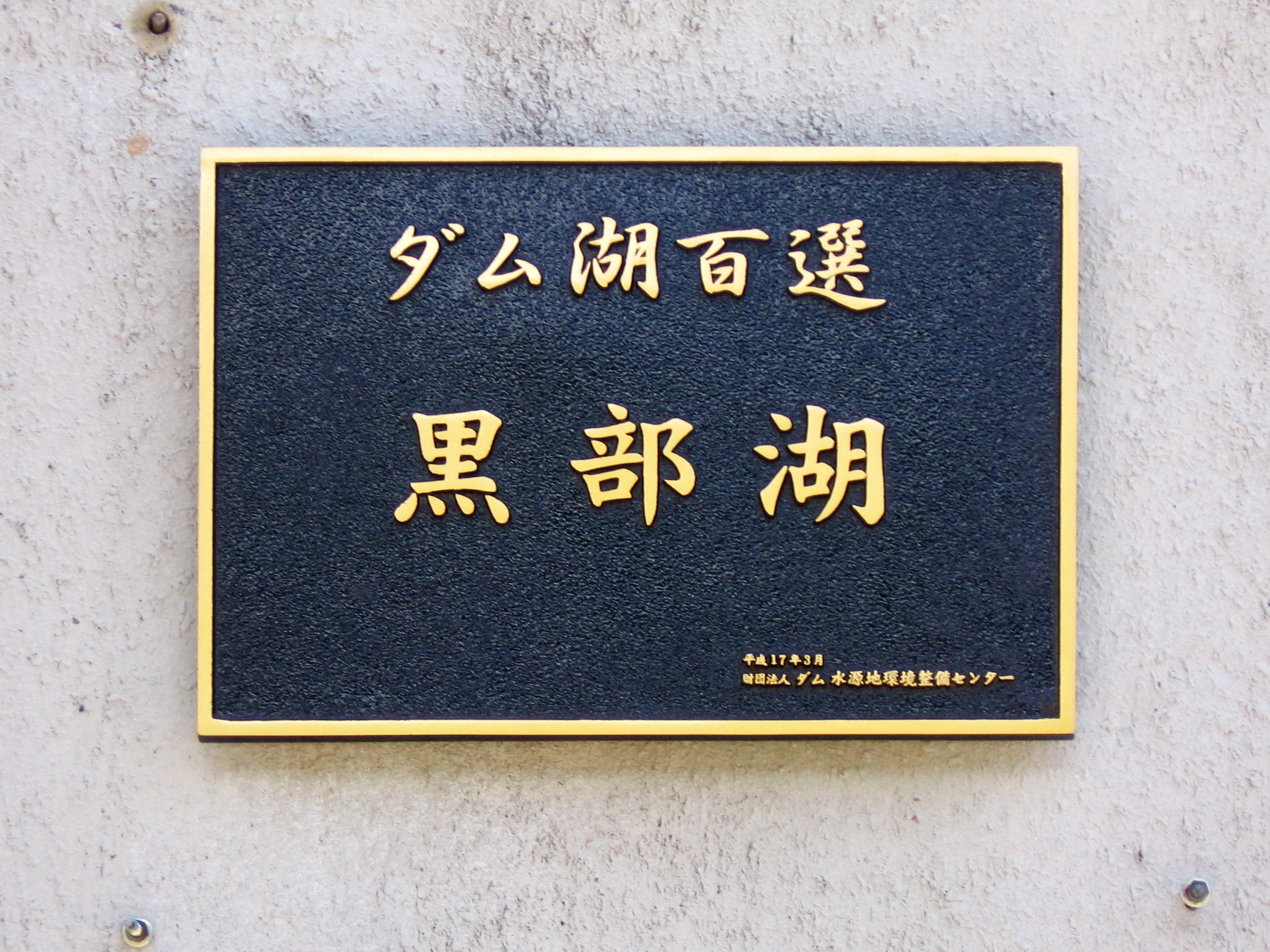
ダム湖百選のプレート
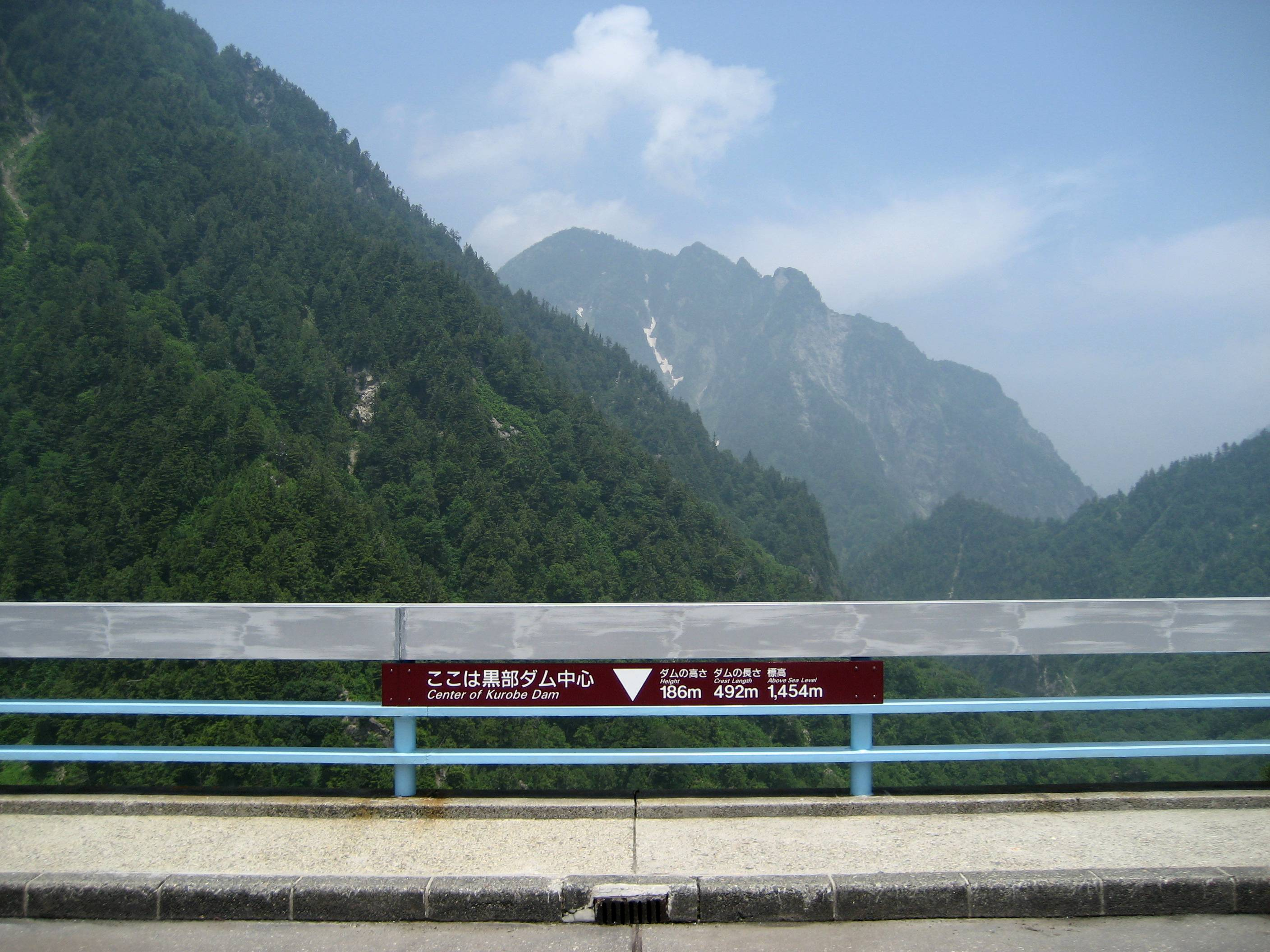
黒部ダムの中心
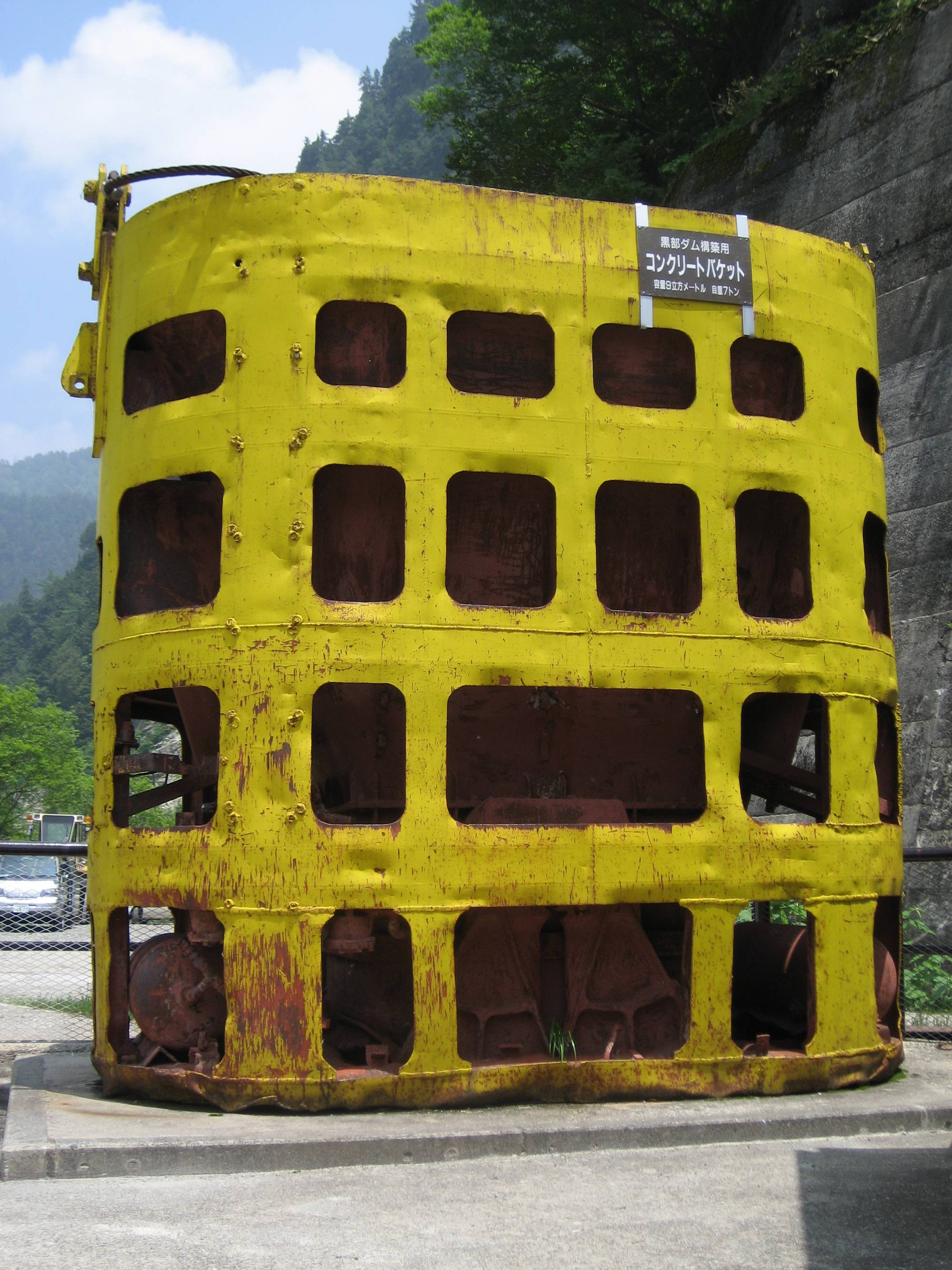
練ったコンクリートを運搬したバケット
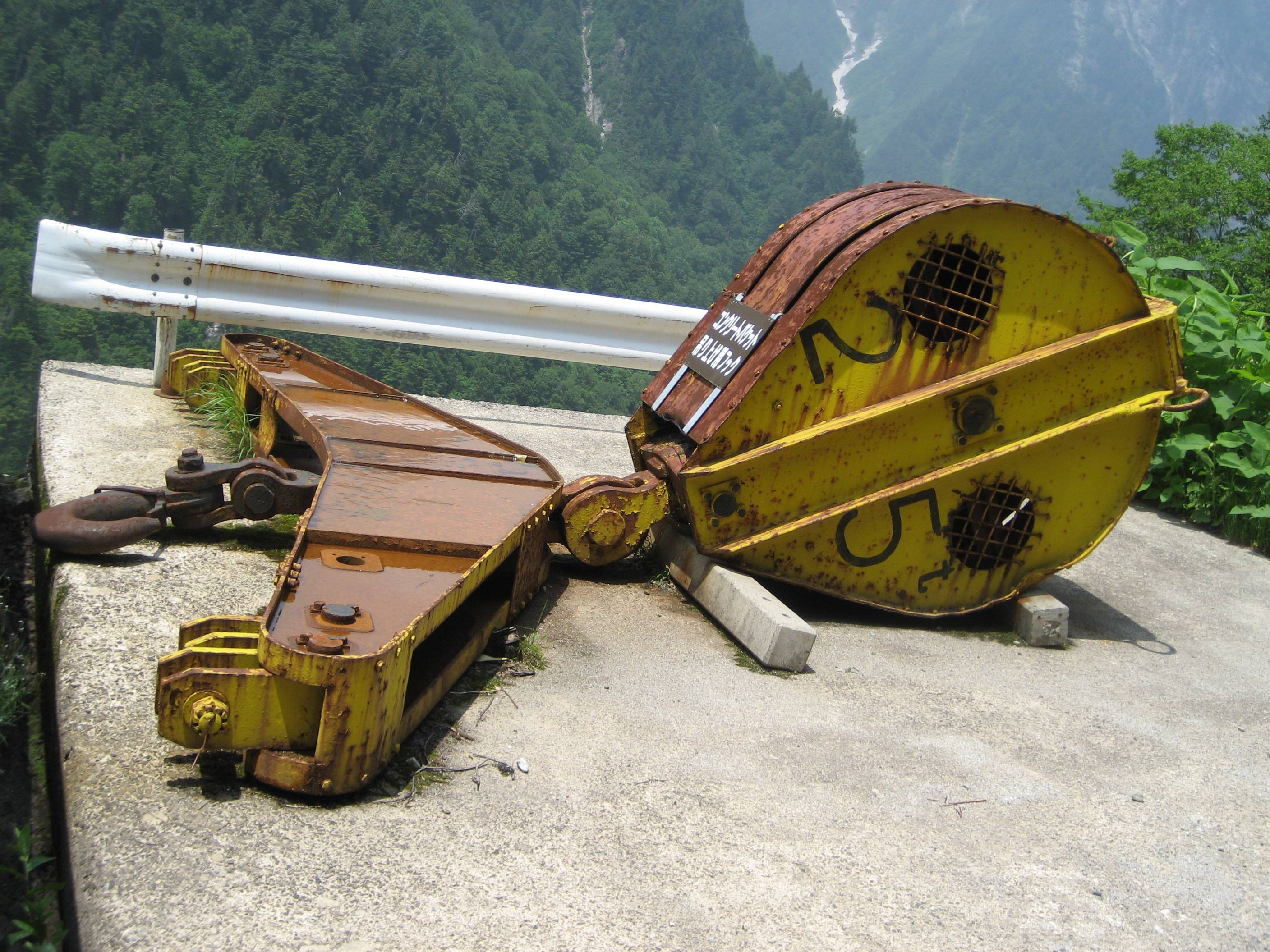
バケットをつり上げたクレーンフック
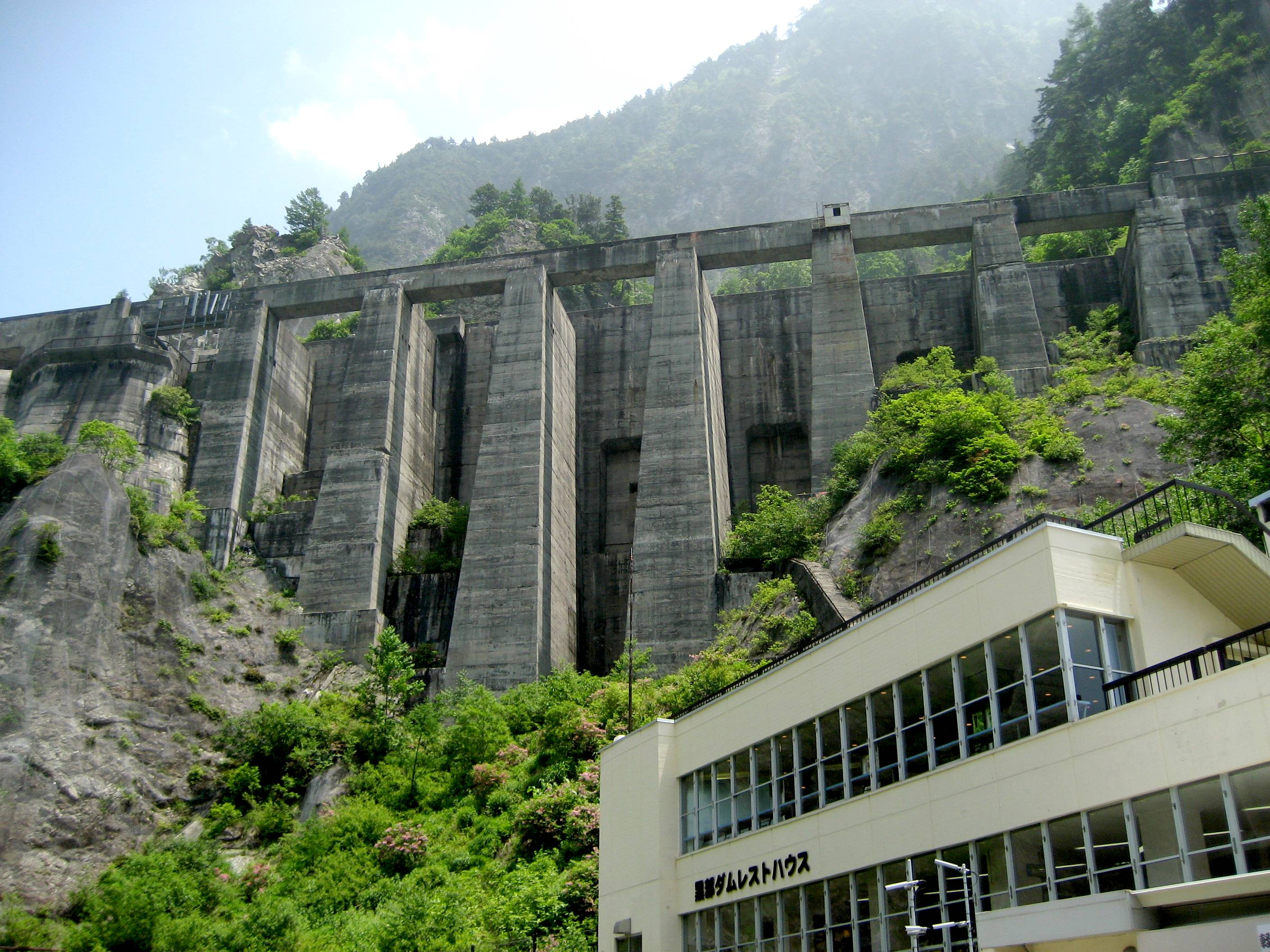
ケーブルクレーンの基礎（右岸）
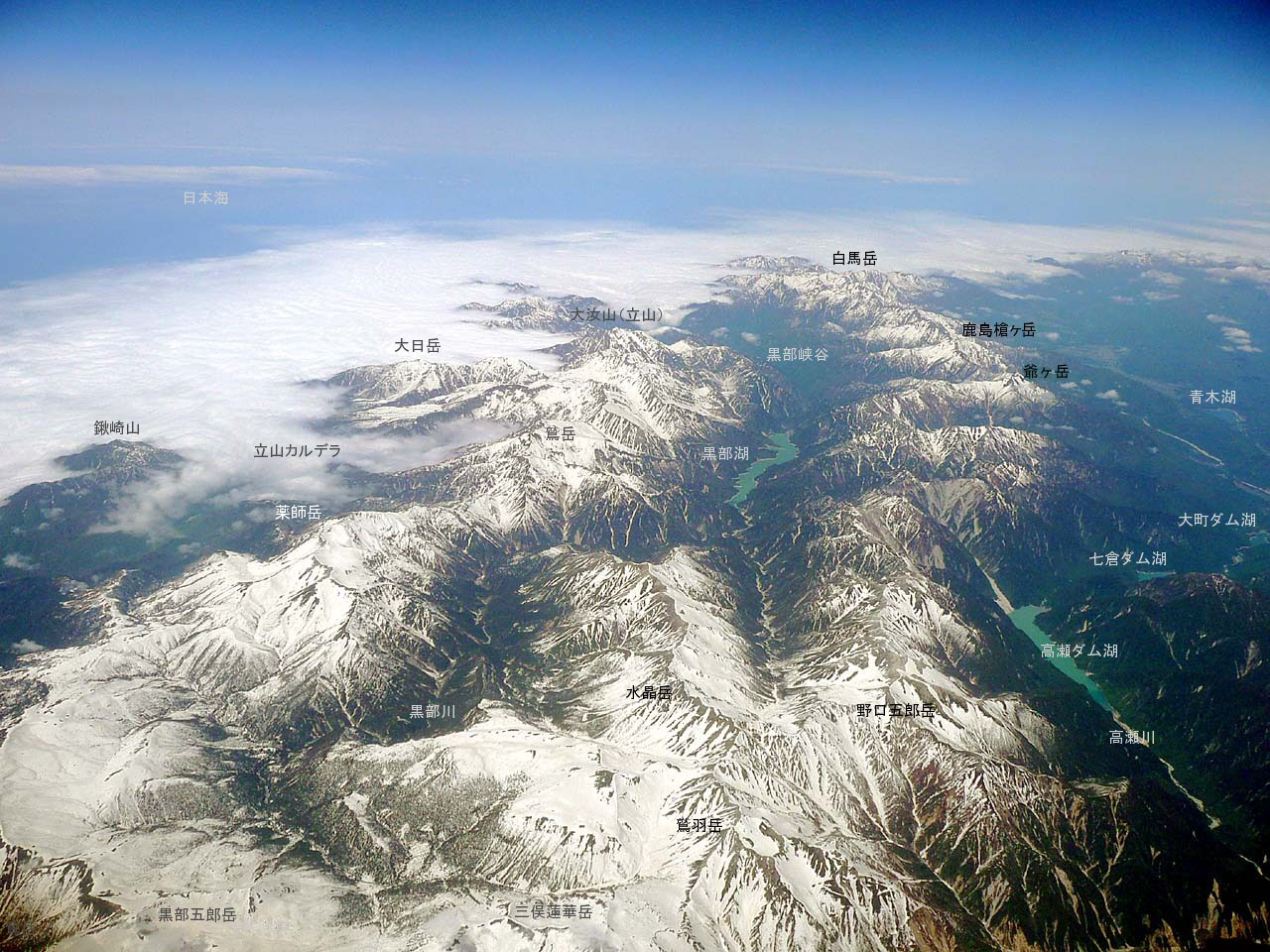
黒部川源流部 解説付き画像
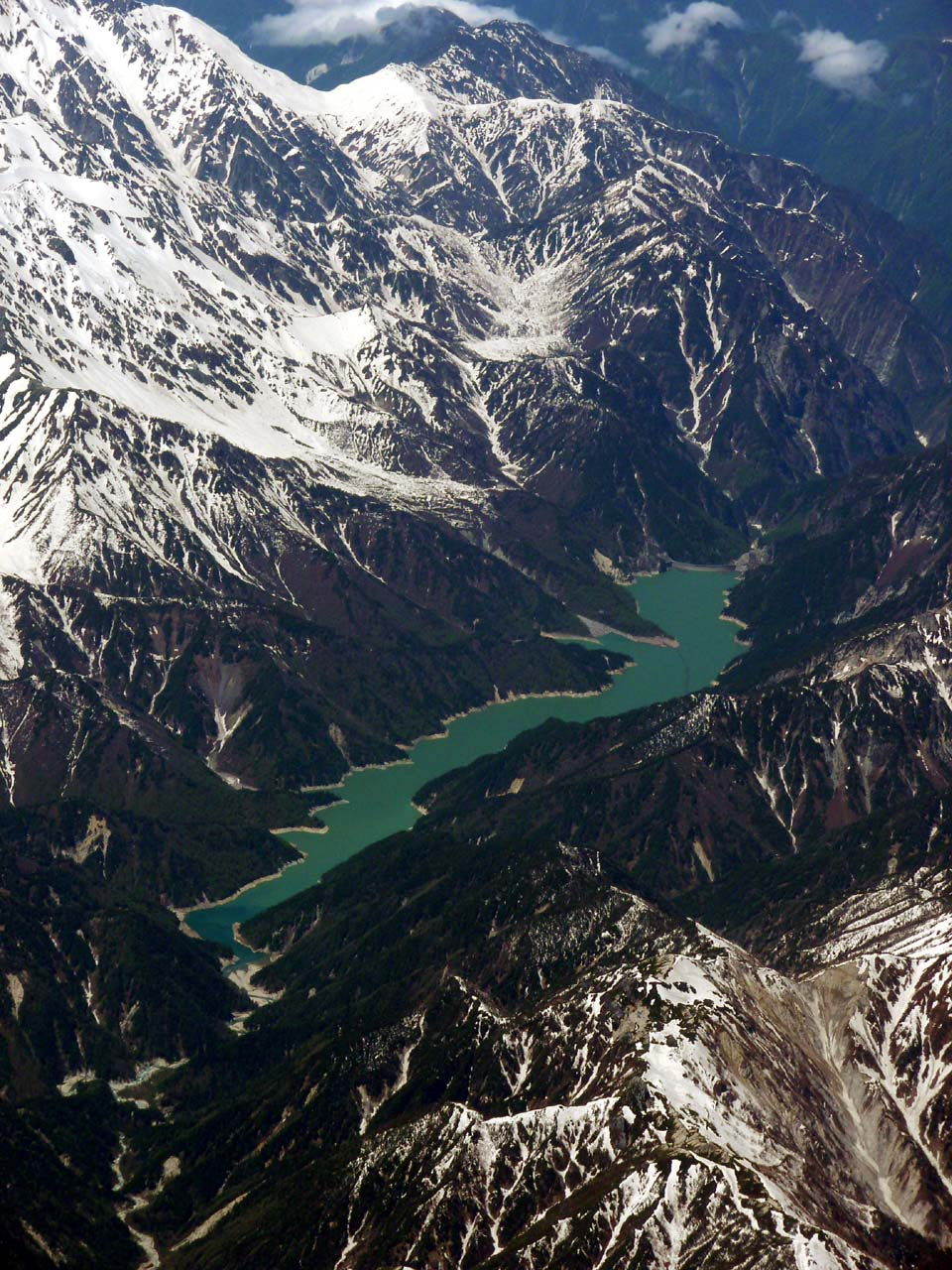
黒部湖（航空機から）
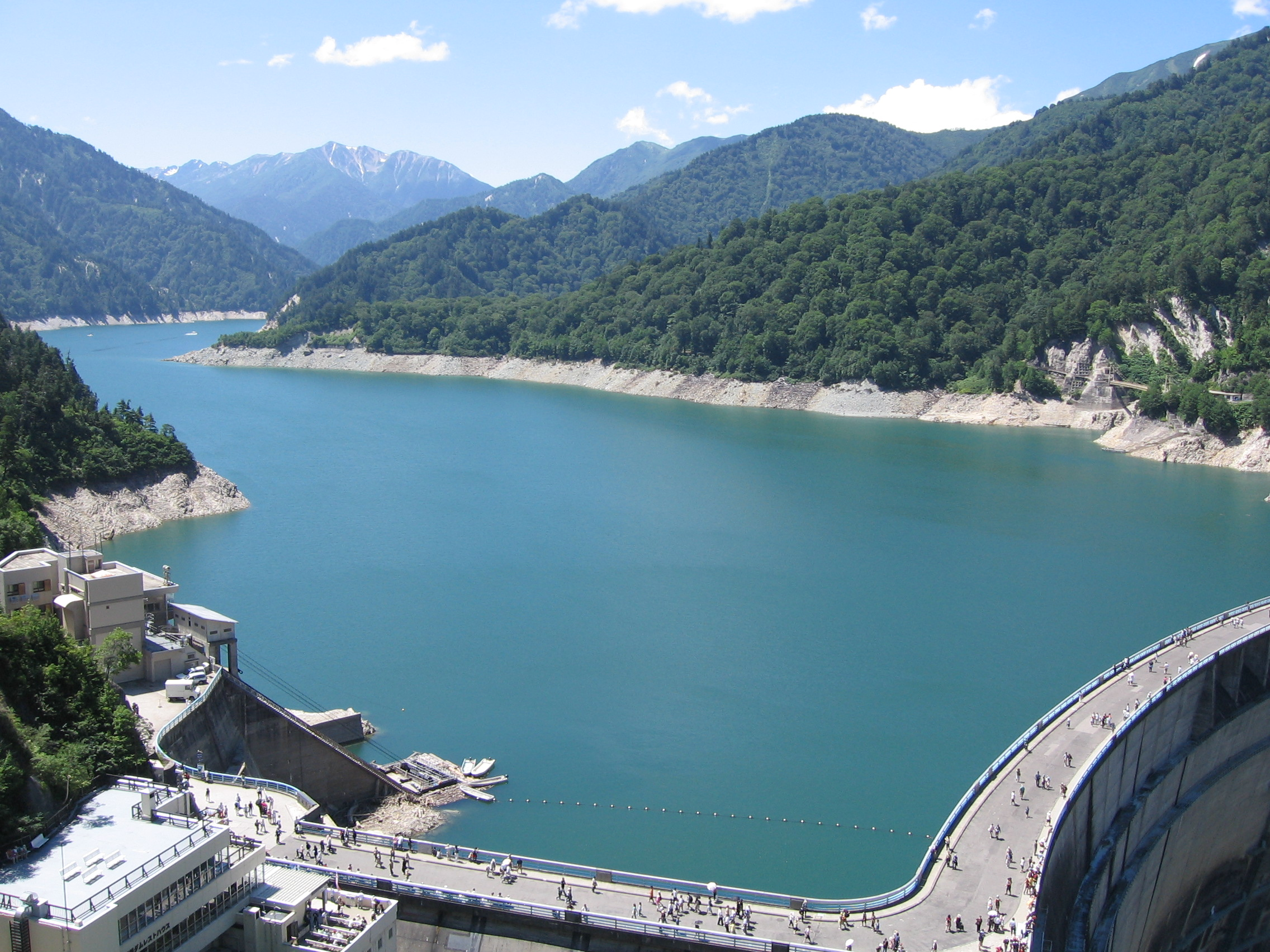
黒部湖（展望台から）
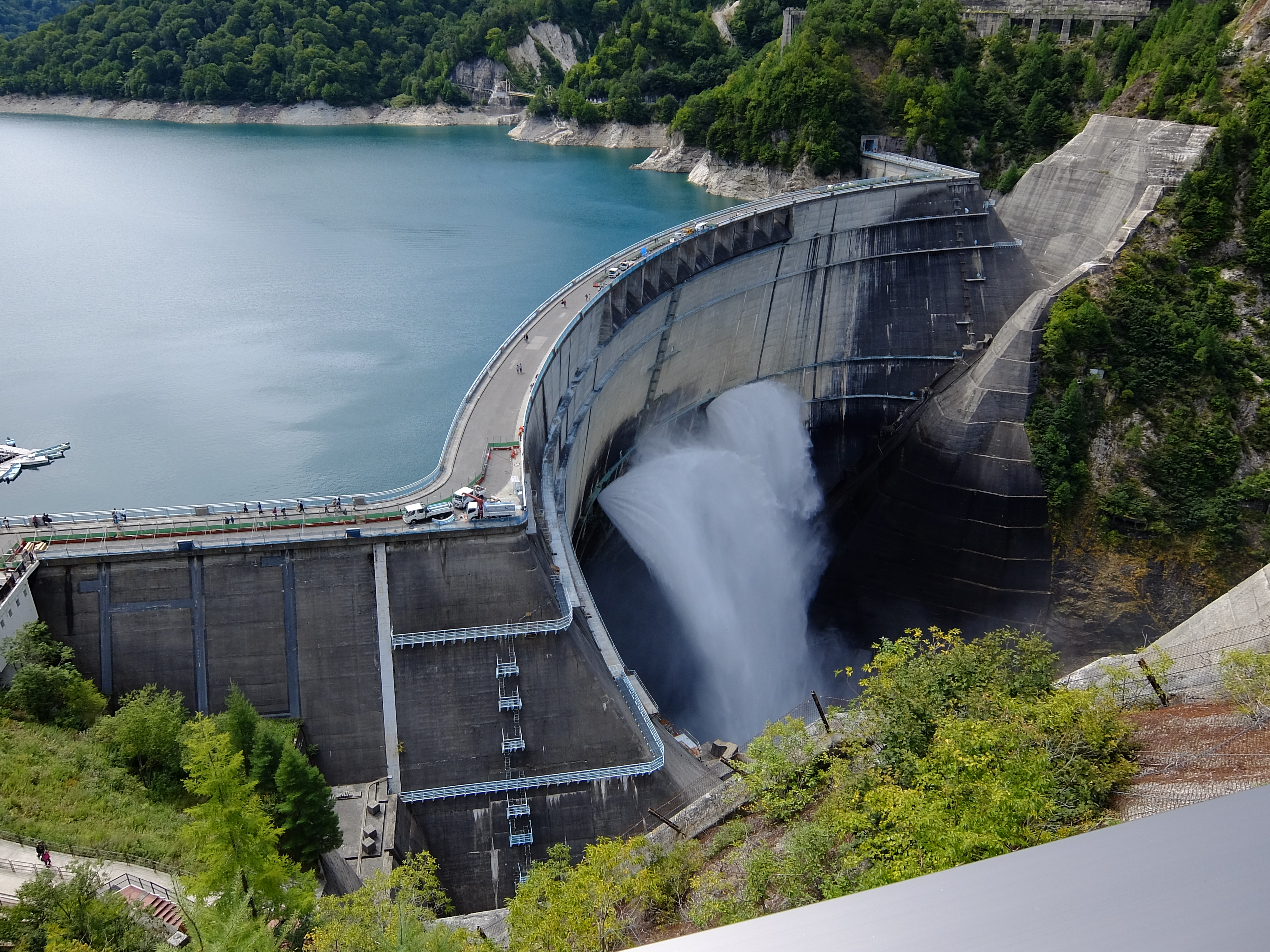
展望台から望むダムの様子
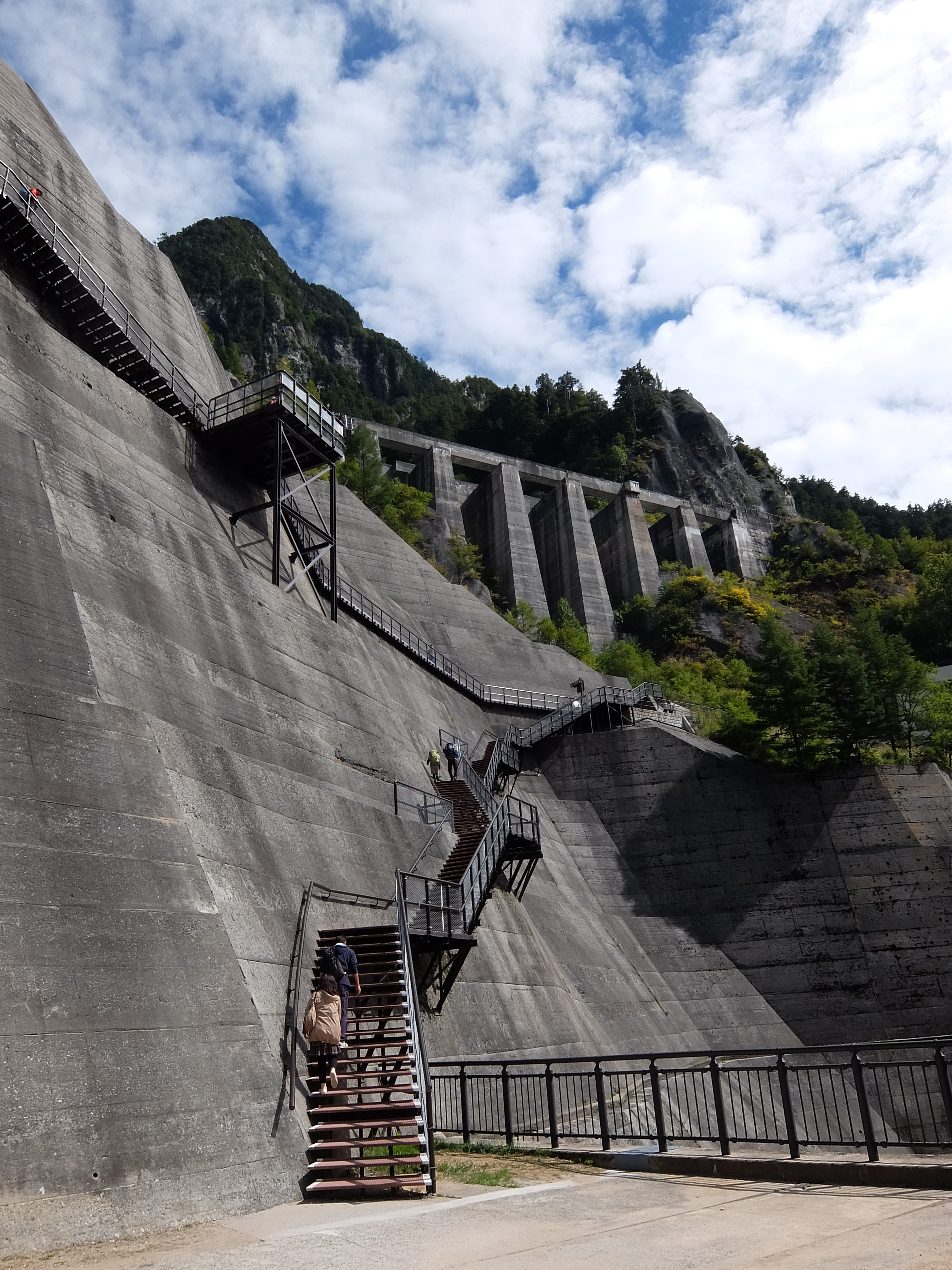
ダムより展望台へ至る道
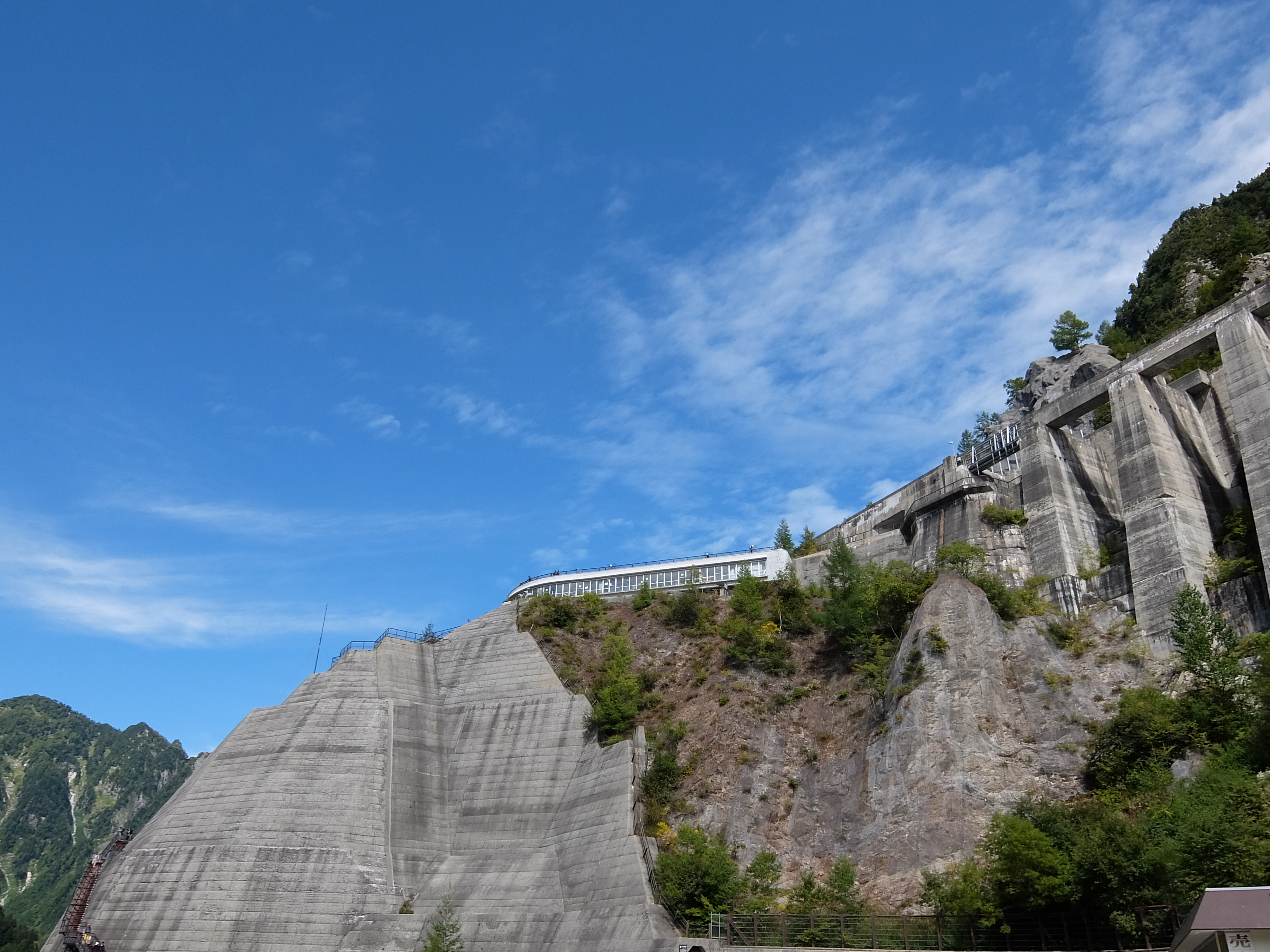
ダムより展望台を望む
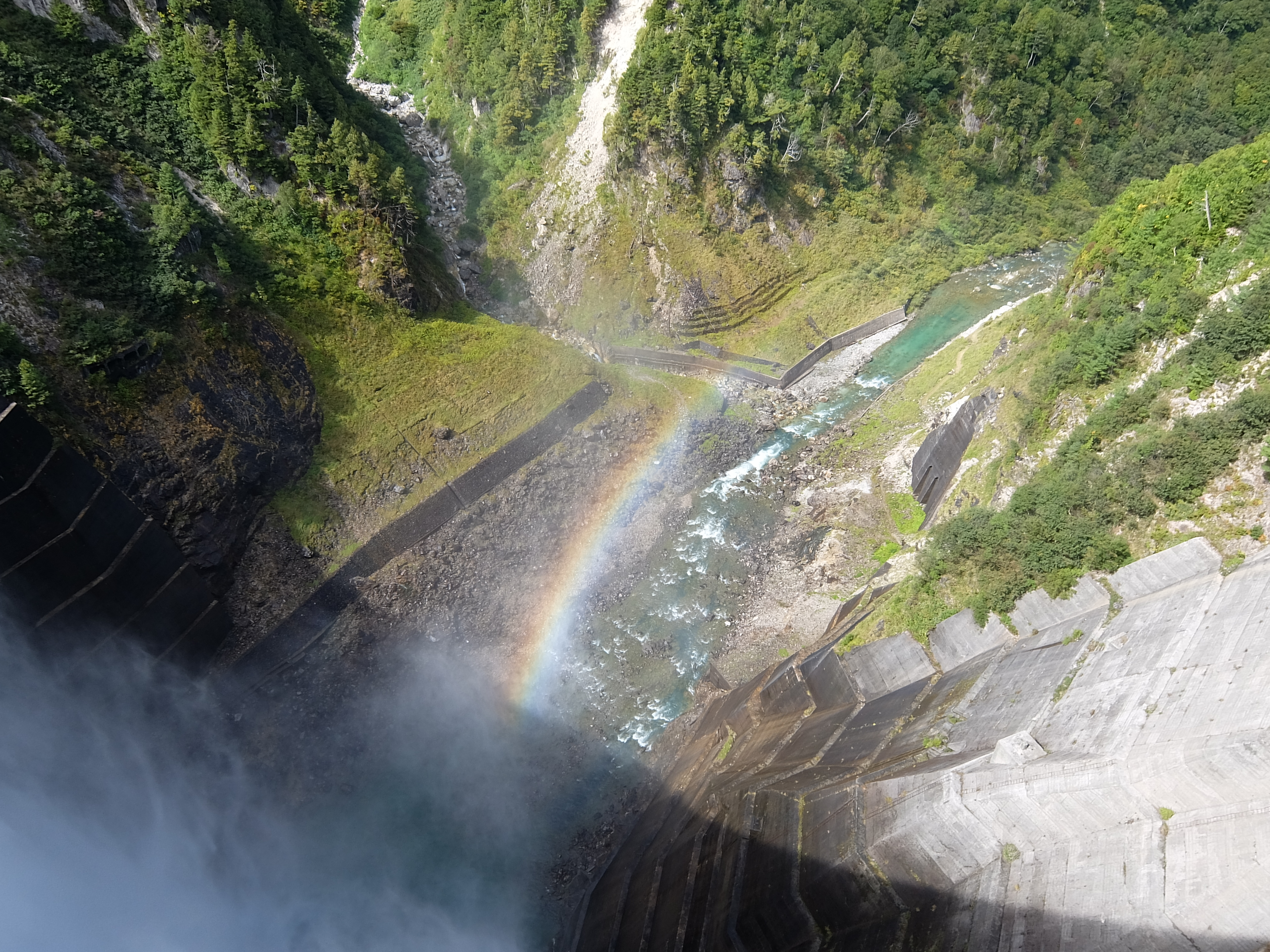
下流の様子
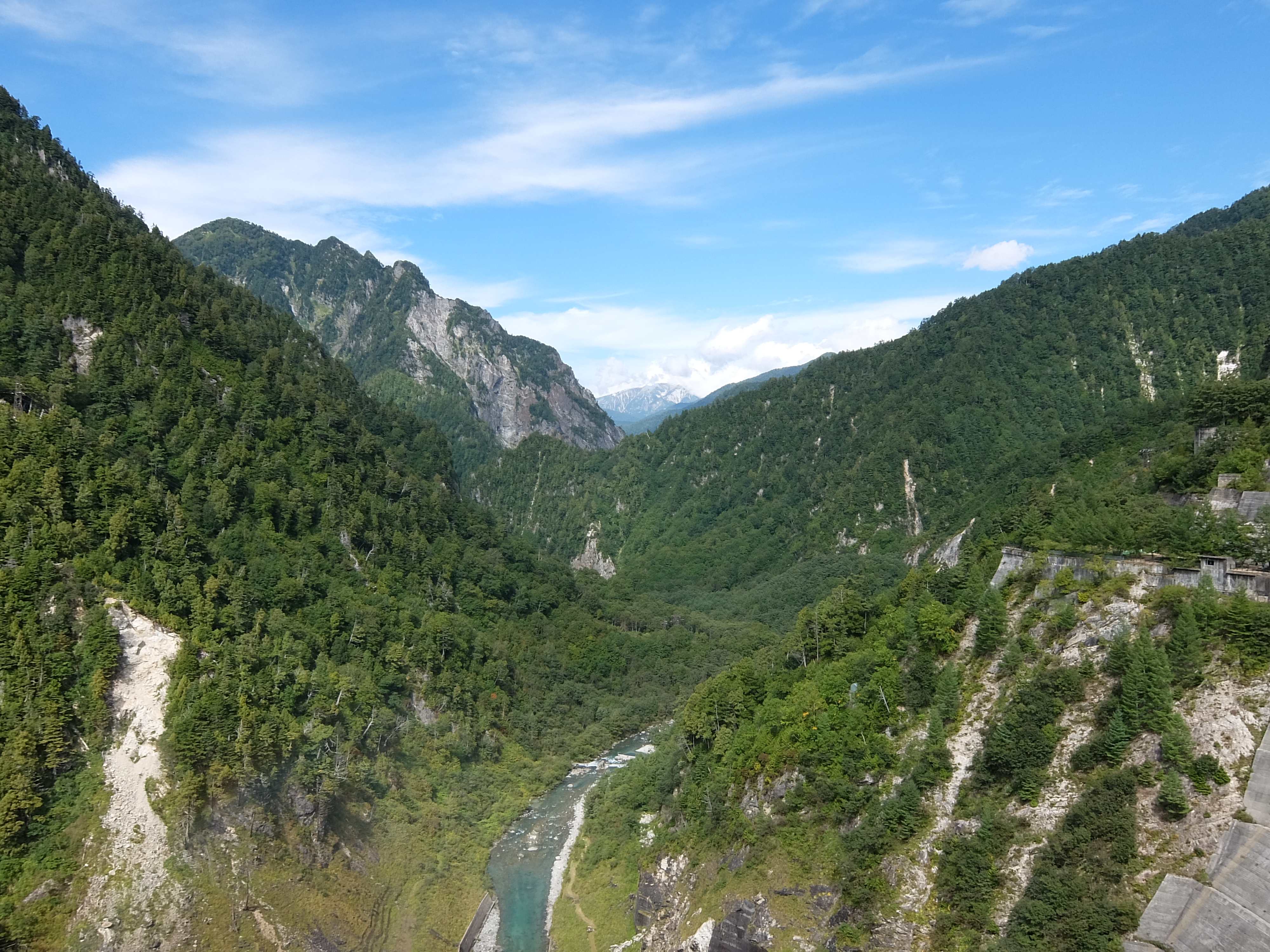
ダムからの景色
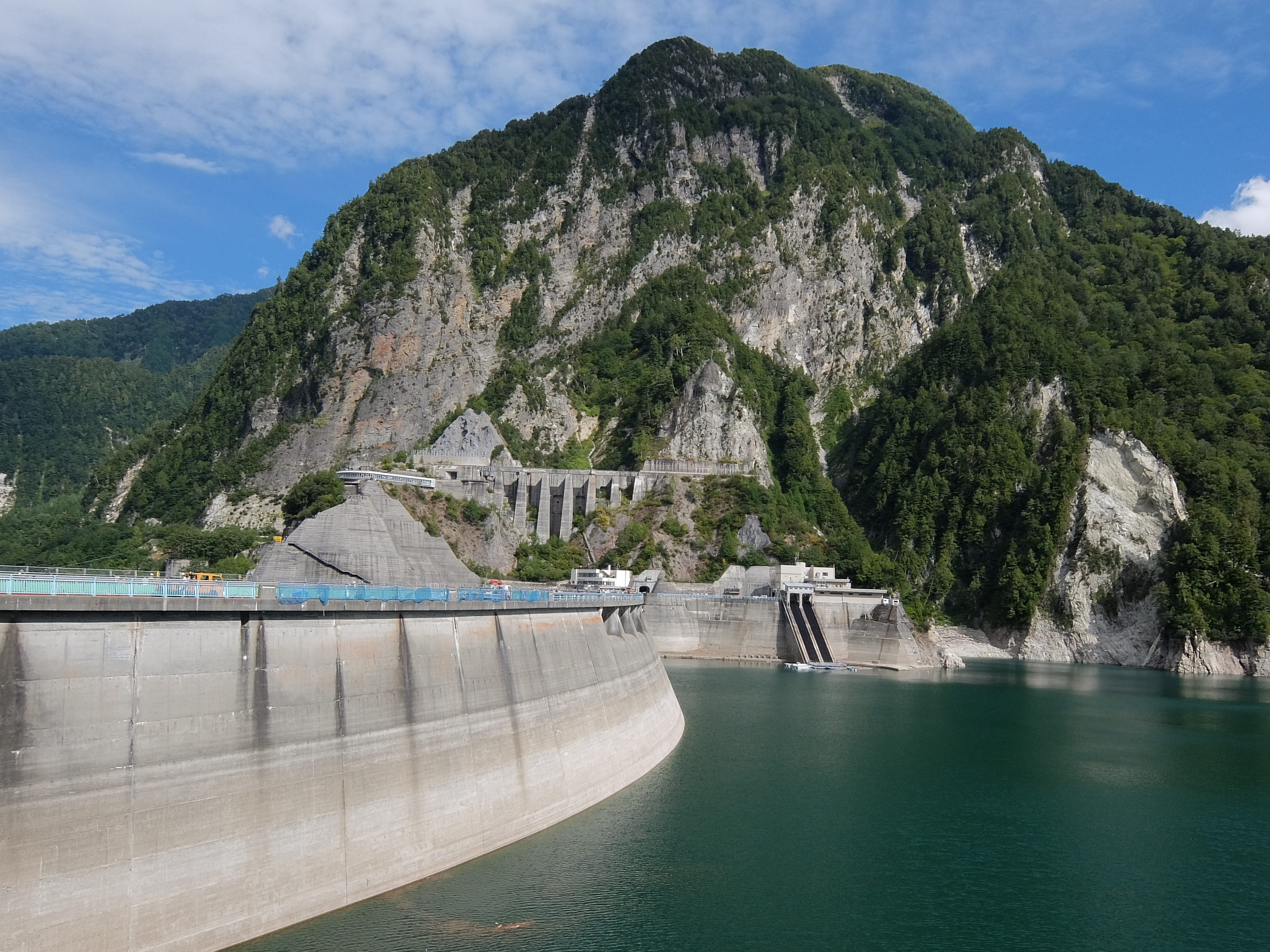
対岸より展望台やレストハウスを望む
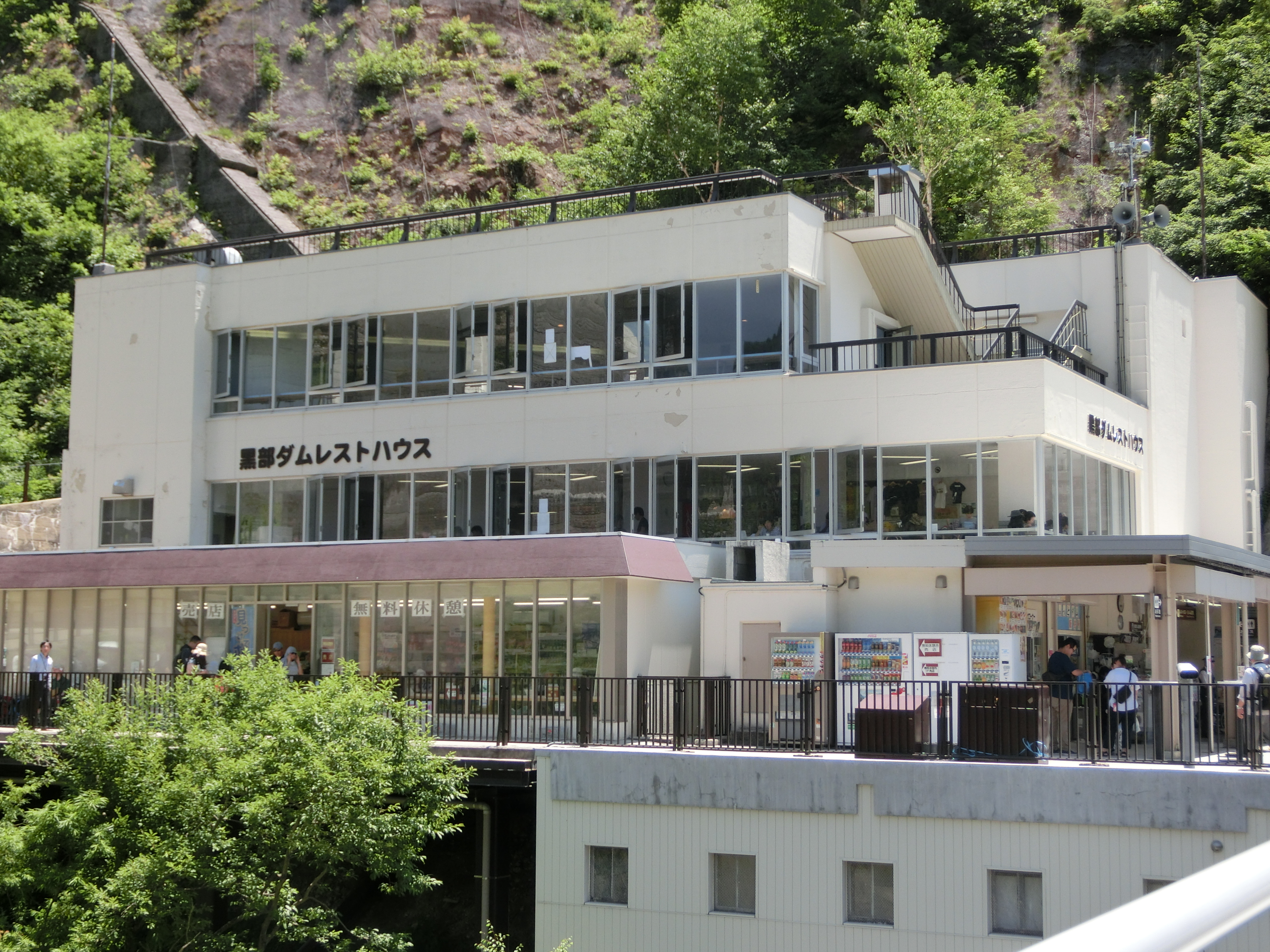
レストハウス
- 黒部ダム 放水の様子